# Suzy Soft
Suzy Soft bila je hrvatska softverska izdavačka kuća, dio diskografske kuće Suzy. Distributirala je računalne igre domaćih autora preko svojih uhodanih distribucijskih kanala. Igre su izdavane za popularna kućna računala: ZX Spectrum i Commodore 64, kao i za Orao. Prve igre izašle su 1985. a zadnje videoigre ove izdavačke kuće izašle su 1988. Zanimljivo je da su sve igre iz SF serije izašle na hrvatskom i slovenskom jeziku.

## Popis kazeta i igara
SF001 Dobro jutro, programiranje
SF002 Loto 7 od 39 / Loto analiza
SF003 Ali Baba / Svemirska priča
SF004 Vruće ljetovanje
SF005 Velika nevolja / Joe bankar
SF006 Bajke
SF007 Vjetrenjača / Teatar
SF008 Flower man (C64)
SF009 Television / Vuk
SF010 Mica spremačica / The Drinker
SF011 Ali Baba (C64)
SF012 Pećinski heroj
SF013 Slagalica (C64)
SF014 Atomski Ratnik (C64)
SF015 Ključ / Djevojka sa zapada
SF016
SF017 Game mix 3 arkadne igre
SF018 Ključ (C64)
- Ali Baba, ZX Spectrum, Commodore 64
- Dobro jutro programiranje, ZX Spectrum
- Drinker, ZX Spectrum
- Flower Man, Commodore 64
- Game Mix, ZX Spectrum
- Grand Prix ITD BBB, ZX Spectrum (igra je bila na gramofonskoj ploči, album "Skidam te pogledom", "ITD Band" )
- Jamski Heroj
- Joe Bankar
- Ključ
- Nevidljivi, Orao
- Slagalica, Commodore 64
- Television,
- Velika nevolja
- Vjetrenjača
- Vesoljska zgodba,
- Zodiak Strip, (1985.), ZX Spectrum
- Western Girl, ZX Spectrum